# Dichromodes fulvida
Dichromodes fulvida là một loài bướm đêm trong họ Geometridae.